# Patagonische vos
De Patagonische vos (Lycalopex griseus syn. Pseudalopex griseus), ook bekend als de Argentijnse vos, is een soort van "valse" vossen.

## Habitatrichtlijn
De Patagonische vos is te vinden in de Zuidkegel van Zuid-Amerika, met name in Argentinië en Chili. De Patagonische vos komt voor in een verscheidenheid aan habitats, van de warme, droge scrublands van de Argentijnse Monte en de koude, droge Patagonische steppe tot de bossen van zuidelijk Chili.

## Beschrijving
De Patagonische vos is een kleine Zuid-Amerikaanse hondachtige. Hij weegt 2,5 tot 4 kg, en is 43 tot 70 centimeter in lengte.
Zijn voedingspatroon bestaat voornamelijk uit knaagdieren, vogels en konijnen.
De draagtijd is twee maanden en een nest bestaat gewoonlijk uit twee tot vier jongen.

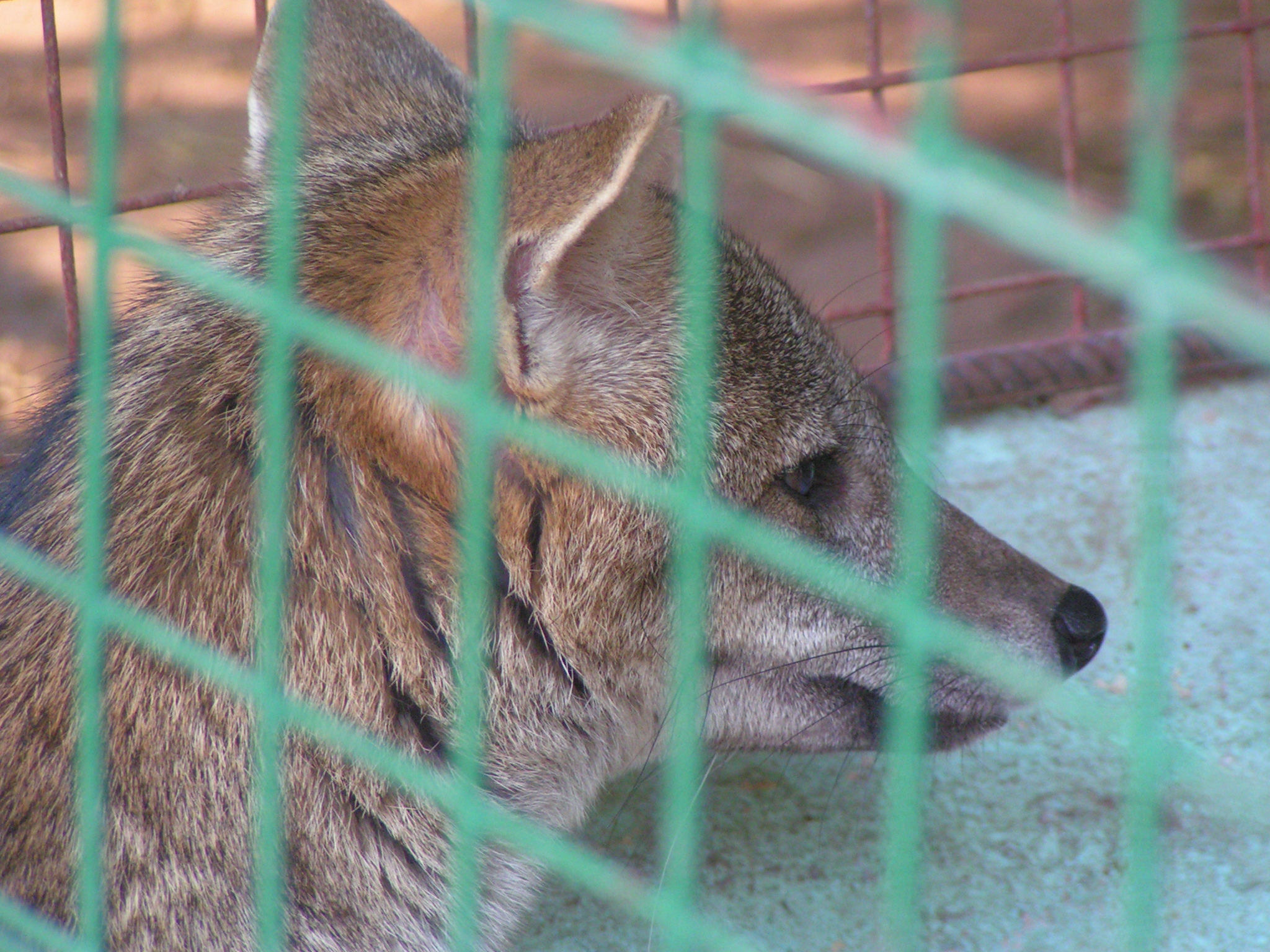
Patagonische vos in de dierentuin van Corrientes, Argentinië